# Kosta Miličević

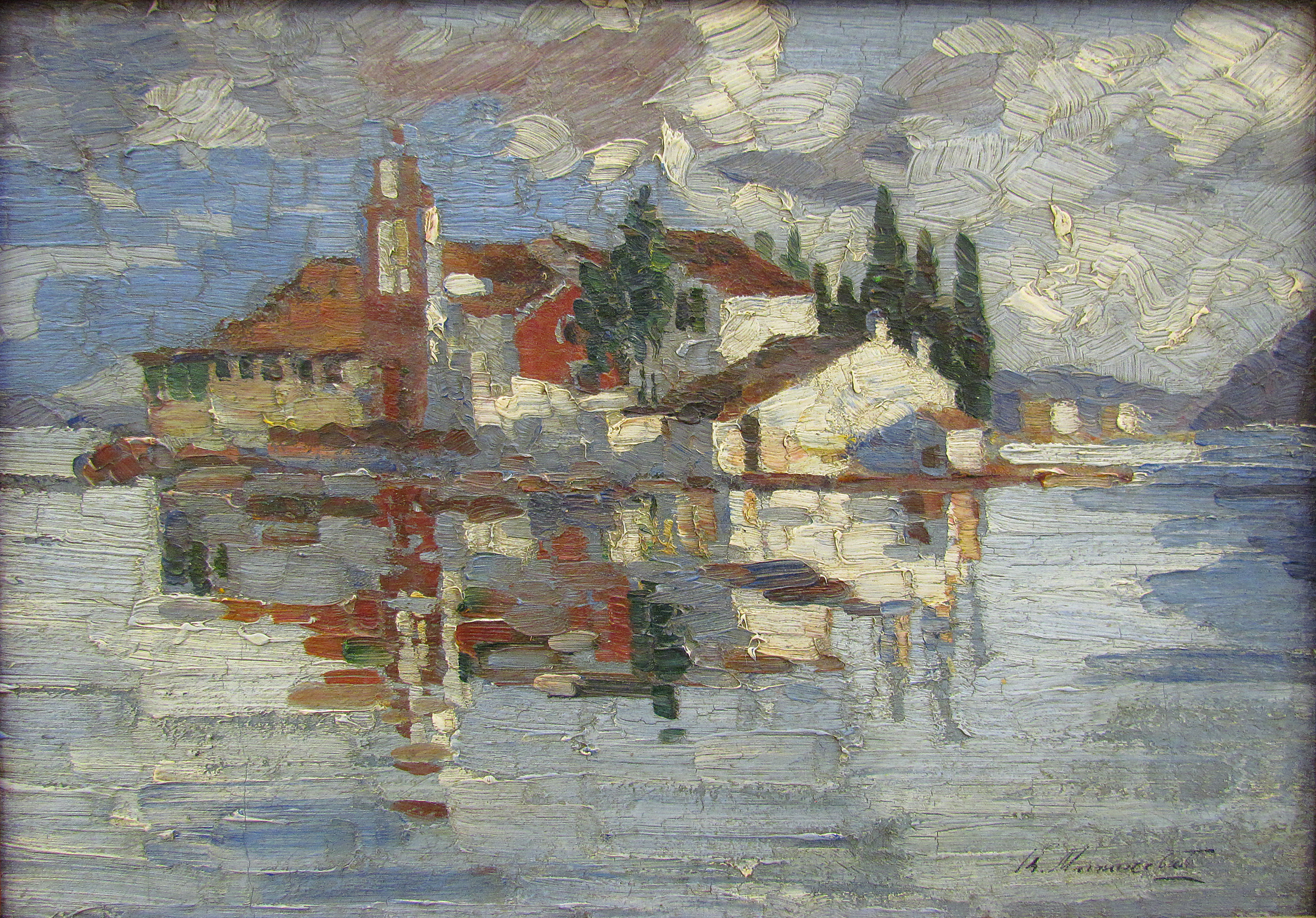
Landschap op Korfoe, (1918)

Kosta Miličević (Servisch: Коста Миличевић) (Vrakë (Prefectuur Shkodër), 3 juni 1877 – Belgrado, 12 februari 1920) was een Servische impressionistische kunstschilder vooral bekend voor zijn landschappen.

## Biografie
Na zijn middelbare studies ging hij in Belgrado de lessen volgen bij Kirilo Kutlik. Nadien trok hij naar Praag en vervolgens naar Wenen waar hij studeerde bij Heinrich Streblow. Vandaar ging het naar München waar hij de lessen volgde bij Anton Ažbé. Van 1903 tot 1910 bezoekt hij de “Arts and Crafts School” in Belgrado. In 1907 schilderde hij de iconostase voor een kerk en in 1908 nam hij voor het eerst deel aan een kunsttentoonstelling in Belgrado. Hij werd ook lid van de Lada-kunstbeweging in 1910.

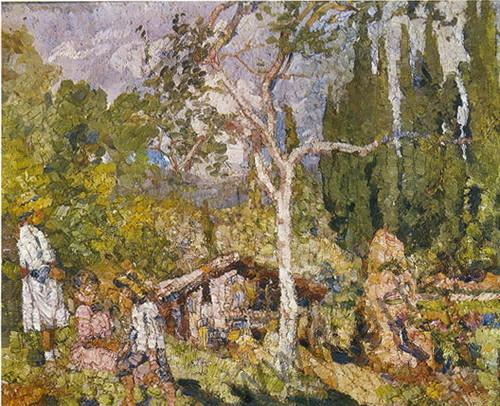
Potamós op Korfoe, 1916

Hij werd opgeroepen als soldaat voor de Eerste Wereldoorlog, maar werd snel benoemd tot “oorlogsschilder” bij de legerleiding in Korfoe. Na de oorlog gaf hij avondlessen aan de Vukanovic Arts and Crafts School in Belgrado. Hij stierf in 1920, slechts 43 jaar oud, waarschijnlijk aan tuberculose.

## Stijlkenmerken
In zijn beginperiode schilderde hij in academische stijl die hij had leren kennen in Duitsland. Daarna voelde hij zich aangetrokken tot de art nouveau, maar nadat hij het werk van Nadežda Petrović en Milan Milovanović had leren kennen, probeerde hij een meer persoonlijke stijl te creëren. Hij koos uiteindelijk voor een vrije, impressionistische stijl die tot bloei kwam tijdens een verblijf in een kunstenaarskolonie in Savinac (nu een deel van Belgrado). Zijn eerste succes had hij op de vierde Joegoslavische kunsttentoonstelling van 1912.
- Gemeinsame Normdatei: 174323719
- International Standard Name Identifier: 0000 0003 5661 4653
- Library of Congress Control Number: n2017075172
- RKD-Nederlands Instituut voor Kunstgeschiedenis: 321957
- Virtual International Authority File: 189908660
- WorldCat: E39PBJdh3MDYHM4whVp7KBR7pP